# Tonino Paris
Tonino Paris, all'anagrafe Antonio Paris (1º febbraio 1946), è un designer italiano.

## Biografia
Laureato in architettura con 110 e lode a Roma nel 1972, Tonino Paris è professore ordinario di Disegno industriale, è stato Direttore del Dipartimento Pianificazione, Design e Tecnologia dell'Architettura e Direttore del Centro interdipartimentale Sapienza Design Research dell'Università di Roma “La Sapienza”. 
Nell'attività svolta con continuità nell'ambito della didattica, della ricerca, della sperimentazione, Paris ha sempre interpretato il ruolo del design, e più in generale quello della progettazione industriale, nella sua funzione strategica ovvero di ambito creativo e operativo finalizzato a produrre artefatti per migliorare la qualità della vita dell'uomo e del suo rapporto con l'ambiente.
Tale approccio disciplinare, al centro della sua ricerca scientifica e sperimentale e della produzione editoriale, si è sviluppato anche nella didattica dove, con un impegno più che trentennale, ha dato vita ad alcune strutture formative e di ricerca, tenendo anche corsi in varie università italiane e straniere: facoltà di Design del Politecnico di Milano, facoltà di Architettura dell'Università degli Studi di Camerino, facoltà di Architettura dell'Università degli Studi "Mediterranea" di Reggio Calabria, facoltà di Architettura e Design dell'UBA di Buenos Aires, facoltà di Architettura Università E. Mondane di Maputo, Mozambico, Politecnico di Hong Kong.
Ha fondato la Factory Sapienza Design, una struttura di ricerca e sperimentazione. Della sua attività editoriale, oltre le 90 pubblicazioni prodotte, si segnala la redazione della voce Disegno industriale nell'Enciclopedia della scienza e della tecnica, Istituto Italiano Treccani, 2008, un saggio che restituisce al design la capacità di tradurre in nuovi artefatti e in nuovi processi produttivi le più avanzate conoscenze scientifiche.
È autore di libri, saggi e pubblicazioni di sperimentazione didattica e progettuale.
Nel 1994 ha fondato il diploma universitario di Disegno Industriale, poi trasformatosi in corso di Laurea in Disegno Industriale triennale e a cui si sono aggiunti nel 2002 il corso di laurea specialistica in Disegno Industriale del Prodotto e il corso di Laurea Specialistica in Disegno industriale e comunicazione visiva. Dal 2003 dirige il Master internazionale in design e direzione aziendale (Italia-Uruguay).
Nel periodo 2007-2009 ha curato il programma Alta Formazione dei Quadri dirigenti dei Paesi del Mercosur, ovvero dell'iniziativa di Cooperazione dell'Italia con il Mercosur.
Nel 2002 ha fondato la rivista scientifica e di approfondimento in classe A Anvur, bimestrale interamente bilingue (italiano e inglese), Disegno industriale - Industrial Design che rappresenta un riferimento internazionale per il confronto, l'analisi, l'approfondimento sulle ricerche e le sperimentazioni più avanzate nell'area del design. 
Nel 2003 è stato ideatore della manifestazione Roma design più, nata per promuovere e valorizzare la cultura del design attraverso mostre, performance, workshop, convegni, seminari a Roma.

## Attività
Tra gli incarichi istituzionali: membro del comitato per le scienze dell'ingegneria e dell'architettura nel C.N.R. tra il 1988 e il 1992; membro del CUN tra il 1988 e il 1993; direttore del dipartimento I.T.A.C.A. dell'Università degli studi di Roma la Sapienza tra il 1994 e il 2004; membro del Consiglio Nazionale del Design presso il Ministero per i beni e le attività culturali tra il 1992 e il 1995.
Fra le ricerche svolte: coordinatore e responsabile scientifico, con finanziamenti di vari ministeri italiani e della CEE, tra il 1998 e il 2008.
A partire dal 1996 ha svolto attività di sperimentazione finalizzata all'innovazione di processo e prodotto nei diversi campi del design e attività di promozione della cultura del design all'interno del Laboratorio Sapienza Design Factory.

## Pubblicazioni
- A.M. Giovenale, R. Palumbo e A. Paris, Studio di fattibilità per la riorganizzazione e lo sviluppo della rete ospedaliera, 1999.
- A.M. Giovenale, R. Palumbo e A. Paris, Studi di fattibilità e studi preliminari per gli interventi previsti dalla ASL di Viterbo con riferimento al Programma Straordinario di Investimenti ex art.20, l.67/88, 2ª fase, 2000.
- A.M. Giovenale, R. Palumbo e A. Paris, Studio di fattibilità per il nuovo ospedale dei Castelli RMH, 2001.